# Chironius dracomaris
Chironius dracomaris — неотруйна змія з роду зіпо родини полозових (Colubridae). Описаний у 2024 році.

## Назва
Видовий епітет dracomaris є сполученням двох латинських іменників «draco» і «maris», що означає «дракон моря». Вид названо на честь Франсіско Жозе ду Насіменту (1839—1914), бразильського рибалки, лоцмана, аболіціоніста (борця проти рабства). Відомий за прізвиськом «Dragão do Mar» (з порт. Морський дракон). Він був популярним лідером портових лоцманів у Сеарі. У 1881 році «Dragão do Mar» очолив один з головних рухів щодо зупинки портів, відмовившись перевозити рабів на кораблі, таким чином запобігаючи торгівлі людьми між провінціями. Послідовне закриття порту прискорило аболіціонізм у регіоні, що зробило Сеару першою бразильською провінцією, яка заборонила рабство 25 березня 1884 року, за чотири роки до підписання закону Lei Aurea.

## Поширення
Ендемік Бразилії. Відомий лише у типовому місцезнаходженні — ботанічний сад (4°13′23.9″S, 38°55′28.1″W) у районі Гранжа муніципалітет Пакоті у штаті Сеара. Мешкає в ізольованому ксерофітному лісі каантинзі у гірському масиві Батуріте (~800 м над рівнем моря).